# Rhynchostele
Rhynchostele je biljni rod iz porodice kaćunovki raširen od Meksika preko Srednje Amerike, sve do Venezuele. Postoji 17 vrsta, plus dvije hibridne.

## Vrste
1. Rhynchostele aptera (Lex.) Soto Arenas & Salazar
2. Rhynchostele bictoniensis (Bateman) Soto Arenas & Salazar
3. Rhynchostele candidula (Rchb.f.) Soto Arenas & Salazar
4. Rhynchostele cervantesii (Lex.) Soto Arenas & Salazar
5. Rhynchostele cordata (Lindl.) Soto Arenas & Salazar
6. Rhynchostele ehrenbergii (Link, Klotzsch & Otto) Soto Arenas & Salazar
7. Rhynchostele galeottiana (A.Rich.) Soto Arenas & Salazar
8. Rhynchostele hortensiae (R.L.Rodr.) Soto Arenas & Salazar
9. Rhynchostele × humeana (Rchb.f.) Soto Arenas & Salazar
10. Rhynchostele londesboroughiana (Rchb.f.) Soto Arenas & Salazar
11. Rhynchostele maculata (Lex.) Soto Arenas & Salazar
12. Rhynchostele madrensis (Rchb.f.) Soto Arenas & Salazar
13. Rhynchostele majalis (Rchb.f.) Soto Arenas & Salazar
14. Rhynchostele oscarii Archila
15. Rhynchostele pygmaea (Lindl.) Rchb.f.
16. Rhynchostele rossii (Lindl.) Soto Arenas & Salazar
17. Rhynchostele stellata (Lindl.) Soto Arenas & Salazar
18. Rhynchostele ureskinneri (Lindl.) Soto Arenas & Salazar
19. Rhynchostele × vexativa (Rchb.f.) Soto Arenas & Salazar

## Sinonimi
- Amparoa Schltr.
- Cymbiglossum Halb.
- Lemboglossum Halb.
- Mesoglossum Halb.